# Јунис Њутн Фут
Јунис Њутн Фут (17. јул 1819 – 30. септембар 1888.) је научница која је позната по научном раду у којем је описала могућност угљен-диоксида да упија топлоту и предложила могућност да би више овог гаса могло да повећа и температуру на Земљи.

## Биографија
Рођена је 1819. у америчком селу Гошен, у држави Конектикат, у породици фармера Исака Њутна. Породица се врло брзо након рођења Јунис сели и мада даље живи на селу, девојчица добија прилику да похађа женску школу која је посебно подстицала ученице да се баве природним наукама, што је била реткост у 19. веку. Мада Јунис није формално могла да настави своје школовање и постане професионални истраживач, њено интересовање за науку се није гасило. Зато је у кућним условима извела експеримент који је њено име учинио значајним за историју науке, а нарочито изучавања климатских промена.

## Допринос у развоју науке
За њено најважније откриће су јој била потребна два стаклена цилиндра које је пунила различитим гасовима и у њих ставља термометар. Цилиндре је излагала сунчевој светлости и посматрала шта се дешава с температуром. Тако је утврдила да се цилиндар с влажним ваздухом угреје брже од оног са сувим, а да се највише угреје онај испуњен угљен-диоксидом. Осим тога, цилиндру са угљен-диоксидом је било потребно и највише времена да се охлади. 
Њен рад је 1856. године представљен на годишњем састанку Америчке асоцијације за унапређење науке. Међутим, рад није представила сама ауторка већ научник Џозеф Хенри. Наважније достигнуће овог рада био је њен закључак: када би порасла концентрација угљен-диоксида у атмосфери, то може да доведе до загревања планете, што је наука касније и потврдила.
Њен рад је од велике важности зато што директно објашњава ефекат стаклене баште, тј. повећање температуре на планети, а које је узроковано испуштањем огромне количине угљен-диоксида и других штетних гасова у атмосферу.